# Valéry Ondo
Valéry Olivier Ondo Ebe (ur. 14 sierpnia 1967) – gaboński piłkarz występujący na pozycji pomocnika.

## Kariera klubowa
W swojej karierze Ondo występował między innymi w gabońskich zespołach Mbilinga FC oraz USM Libreville, a także w tunezyjskim Espérance Tunis. Wraz z USM Libreville w 2002 roku zdobył mistrzostwo Gabonu oraz Puchar Gabonu.

## Kariera reprezentacyjna
W reprezentacji Gabonu Ondo zadebiutował w 1988 roku. W 1994 roku znalazł się w drużynie na Puchar Narodów Afryki. Zagrał na nim w spotkaniach z Nigerią (0:3) i Egiptem (0:4), a Gabon odpadł z turnieju po fazie grupowej.
W 1996 roku ponownie został powołany do kadry na Puchar Narodów Afryki. Wystąpił na nim w meczu z Liberią (1:2), a Gabon zakończył turniej na ćwierćfinale.